# Bálint Balassi
Bálint Balassi (20 d'octubre de 1554, Zvolen - 30 de maig de 1594, Esztergom) fou un poeta d'Hongria que va escriure principalment en hongarès, però també en turc i eslovac. Se'l considera el fundador de la poesia lírica hongaresa moderna.

## Biografia
La primera obra de Balassi fou una traducció de l'obra de Michael Bock Wurlzgertlein für die krancken Seelen (publicada a Cracòvia), destinada a reconfortar el seu pare, exiliat a Polònia. Durant el procés de rehabilitació del seu pare, Balassi l'acompanyà a la cort, on el 1572 també va prendre part en una dieta a Pressburg (actual Bratislava), capital de l'Hongria reial. Després s'uní a l'exèrcit i lluità contra els turcs com a oficial a la fortalesa d'Eger, al nord-est d'Hongria. Allà s'enamorà d'Anna Losonczi, la filla d'un capità temesvár, que després va casar-se amb un altre home.
El 1574 Balassi va ser enviat al campament de Gáspár Bekes per assistir-lo en la seva lluita contra Esteve Bathory I, però les seves tropes foren interceptades i escampades durant el viatge, i Balassi va ser fet presoner. La seva captivitat va durar dos anys, durant els quals acompanyà Bathory quan fou coronat com a rei de Polònia. Balassi tornà a Hongria poc abans de la mort del seu pare, János Balassi.
El 1584 Balassi va casar-se amb la seva cosina, Krisztina Dobó, filla d'un comandant. Aquest matrimoni fou la causa de moltes de les seves desgràcies posteriors: els avariciosos parents de la seva dona gairebé l'arruïnaren amb processos legals, i quan el 1586 es convertí al catolicisme per escapar de les persecucions, varen acusar-lo d'haver-se fet musulmà, així com el seu fill. Aquesta època turbulenta de la seva vida va acabar el 1589 quan fou convidat a Polònia per servir en la imminent guerra amb Turquia. La guerra finalment no va declarar-se, i Balassi tornà a Hongria el 1591. Va unir-se de nou a l'exèrcit, i va morir de les ferides que va rebre al setge d'Esztergom.

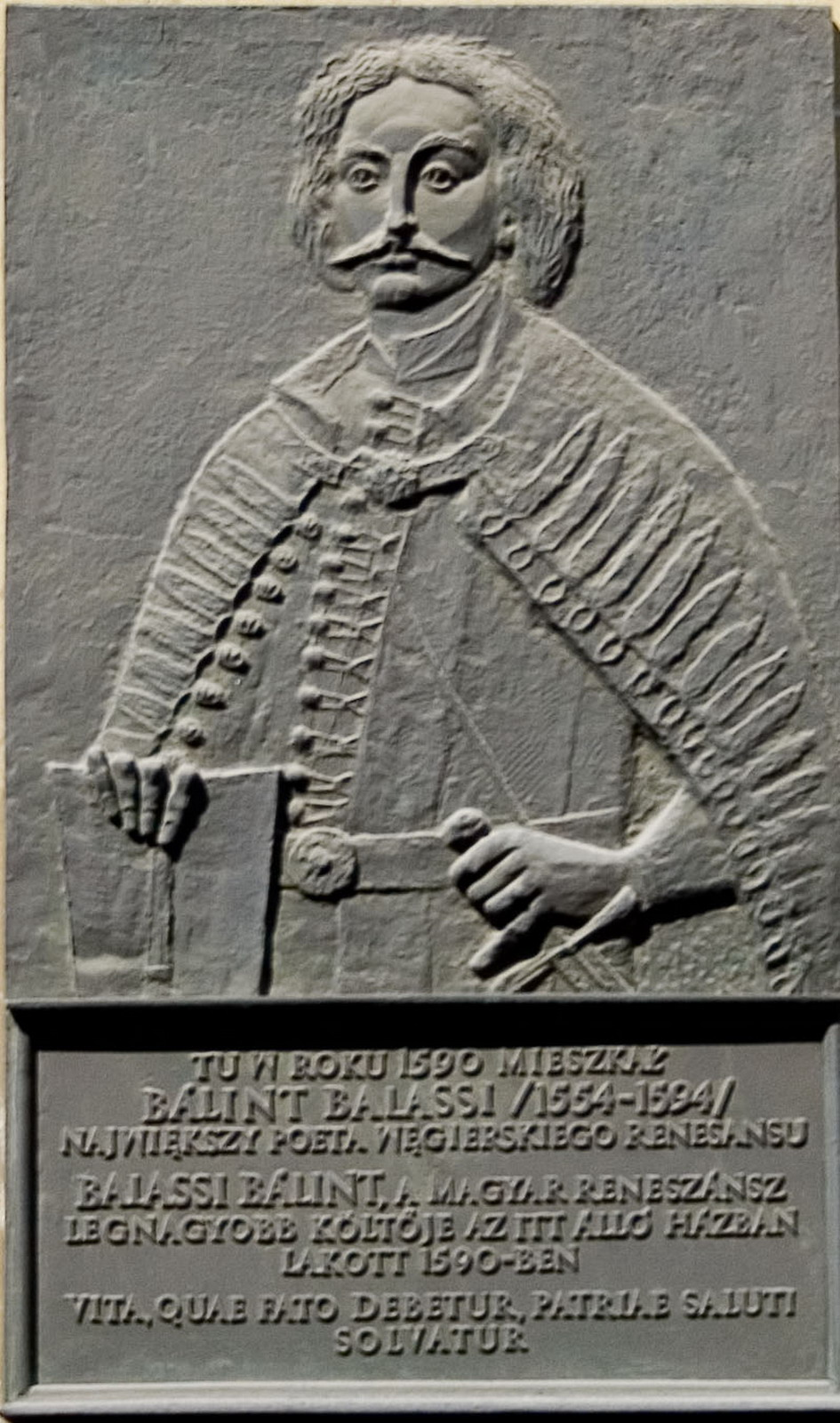
Placa commemorativa de Bálint Balassi a Cracòvia.